# Anthrenus oceanicus
Anthrenus oceanicus är en skalbaggsart som beskrevs av Fauvel 1903. Anthrenus oceanicus ingår i släktet Anthrenus och familjen ängrar. Inga underarter finns listade i Catalogue of Life.